# Organizația Internațională a Francofoniei
COOKIES Organizația Internațională a Francofoniei (în franceză Organisation internationale de la francophonie) este o organizație internațională care, pornind de la afinitatea pentru limba franceză, reunește state și guverne de pe cinci continente: 53 de state si 13 cu statutul de observator. Între inițiatori s-a numărat Léopold Sédar Senghor.
Nucleul interguvernamental al Francofoniei a fost creat la 20 martie 1970, odată cu înființarea Agenției de Cooperare Culturală și Tehnică (ACCT). Începând de la această dată, ziua de 20 martie marchează "Ziua Internațională a Francofoniei".  
ACCT, ale cărei titulatură și portofoliu au evoluat pe parcurs, a devenit "Agenția Interguvernamentală a Francofoniei" (AIF) în 1999. Pentru o mai bună vizibilitate și coerență pe scena internațională, din ianuarie 2006, AIF s-a transformat în "Organizația Internațională a Francofoniei" (OIF), ca singur organism interguvernamental al Francofoniei. 
Francofonia a decis să-și aprofundeze dimensiunea politică și să se transforme dintr-o agenție de cooperare interguvernamentală cu un fundament profund cultural, într-o organizație internațională, cu toate implicațiile și transformările necesare acestui scop. Astfel, OIF a jucat un rol determinant în mobilizarea statelor și guvernelor membre pentru ratificarea în cadrul UNESCO a Convenției pentru protecția și promovarea diversității expresiilor culturale, care a intrat în vigoare la 18 martie 2007. 
România a devenit membru observator al comunității statelor și guvernelor având în comun limba franceză în cadrul Sommet-ului de la Versailles în 1991. În 1993, la Sommet-ul din Mauritius, România a obținut statutul de membru cu drepturi depline al acestei structuri.
Al XI-lea Sommet al francofoniei s-a ținut la București, în zilele de 28 și 29 septembrie 2006, având ca temă Aplicarea noilor tehnologii de comunicare în procesul educațional.